# Hillsong Global Project
Hillsong Global Project es un proyecto de Hillsong Music que trabaja con varios colaboradores de la Iglesia Hillsong en todo el mundo, junto con ministerios de adoración internacionales para crear nueve álbumes en nueve idiomas diferentes: español, portugués, coreano, mandarín, indonesio, alemán, francés, sueco y ruso, con traducciones canciones de Hillsong y algunas canciones conocidas de los invitados.
Los álbumes se lanzaron el 18 de septiembre de 2012. Todos los álbumes contienen «Go», excepto Global Project Español, que incluye «You Deserve» en su lugar, y cada álbum tiene una lista de canciones diferente.
De todas las versiones, solo el álbum en habla hispana obtuvo gran reconocimiento al ser el ganador en la categoría "Álbum español del año" en los premios GMA Dove.

## Lista de álbumes

### Global Project Español
| N.º | Título                                       | Intérprete (s)                | Duración |  |
| 1.  | «Tú Mereces» ("You Deserve")                 | Marco Barrientos              | 04:47    |  |
| 2.  | «Dios Es Amor» ("Our God Is Love")           | Marcos Witt                   | 04:06    |  |
| 3.  | «Dios Es Poderoso» ("God Is Able")           | Alex Campos                   | 04:23    |  |
| 4.  | «Hosanna»                                    | Marcela Gándara               | 05:42    |  |
| 5.  | «Es Tu Amor» ("It's Your Love")              | Darlene Zschech               | 05:31    |  |
| 6.  | «Gracias» ("Thank You")                      | Alex Campos                   | 05:25    |  |
| 7.  | «Aquí Estoy» ("The Stand")                   | Marcos Witt                   | 06:55    |  |
| 8.  | «Tu Amor No Tiene Fin» ("With Us")           | Marco Barrientos              | 04:41    |  |
| 9.  | «Abre Mis Ojos» ("Open My Eyes")             | Alex Campos                   | 04:03    |  |
| 10. | «Por Mí Murió» ("To Know Your Name")         | Marco Barrientos              | 05:40    |  |
| 11. | «Eterno Amor» ("Unending Love")              | Marcos Witt & Marcela Gandara | 06:10    |  |
| 12. | «Poderoso Para Salvar» ("Mighty To Save")    | Marcos Witt                   | 06:01    |  |
| 13. | «Sobrenatural» (del álbum Sobrenatural)      | Marcos Witt                   | 05:04    |  |
| 14. | «Cantamos Aleluya» (del álbum Transformados) | Marcos Barrientos             | 04:33    |  |
| 15. | «Te Alabaré»                                 | Alex Campos                   | 04:49    |  |

### Global Project Deutsch
Global Project Deutsch es la versión en alemán grabada con Hillsong Church Konstanz y Düsseldorf.
| N.º | Título                                                                  | Duración |  |
| 1.  | «Wir Geben Es Alles Hin» ("Go")                                         |          |  |
| 2.  | «Gott Ist's Möglich» ("God is Able")                                    |          |  |
| 3.  | «Zurück Zu Dir» ("The Lost Are Found")                                  |          |  |
| 4.  | «Ich Lauf In Deinen Arm» ("Forever Reign")                              |          |  |
| 5.  | «Mein Gebet"/"Schritt Für Schritt» ("Like Incense"/"Sometimes By Step") |          |  |
| 6.  | «Du Bist Mit Uns» ("With Us")                                           |          |  |
| 7.  | «Du» ("You")                                                            |          |  |
| 8.  | «Alles Ist Anders» ("The Difference")                                   |          |  |
| 9.  | «Du Lebst In Mir» ("Alive in Us")                                       |          |  |
| 10. | «Weil Du Mich Endlos Liebst» ("Unending Love")                          |          |  |
| 11. | «Ich Will Dich Loben» ("I Will Exalt You")                              |          |  |
| 12. | «Meine Seele Steht Fest» ("The Stand")                                  |          |  |

### Global Project Français
Global Project Français es la versión en francés registrada por Hillsong Church Paris.
| N.º | Título                                    | Duración |  |
| 1.  | «Pour suivre ta voie» ("Go")              |          |  |
| 2.  | «Dieu est Puissant» ("God is Able")       |          |  |
| 3.  | «Hosanna» ("Hosanna")                     |          |  |
| 4.  | «Je t'exalterai» ("I Will Exalt You")     |          |  |
| 5.  | «Tu es là» ("With Us")                    |          |  |
| 6.  | «Ouvre mes yeux» ("Open My Eyes")         |          |  |
| 7.  | «Toi» ("You")                             |          |  |
| 8.  | «C'est notre Dieu» ("This Is Our God")    |          |  |
| 9.  | «De tout mon être» ("With Everything")    |          |  |
| 10. | «Amour sans fin» ("Unending Love")        |          |  |
| 11. | «Tu vis en nous» ("Alive In Us")          |          |  |
| 12. | «Sauve avec Puissance» ("Mighty to Save") |          |  |

### Global Project Indonesia
Global Project Indonesia es la versión en idioma indonesio grabada con JPCC Worship.
| N.º | Título                                               | Worship leader                  | Duración |  |
| 1.  | «Kuberikan Segalanya» ("Go")                         | Sidney Mohede                   | 04:18    |  |
| 2.  | «Tuhan Sanggup» ("God is Able")                      | Sidney Mohede                   | 04:12    |  |
| 3.  | «Hosana» ("Hosanna")                                 | Ribka Wijaya                    | 05:47    |  |
| 4.  | «Kau Ditinggikan» ("I Will Exalt You")               | Sari Simorangkir                | 04:38    |  |
| 5.  | «Terbesar» ("Stronger")                              | Gianni Messah                   | 04:25    |  |
| 6.  | «Berkuasa Selamanya» ("Forever Reign")               | Sidney Mohede                   | 05:20    |  |
| 7.  | «Kau» ("You")                                        | Billy Simpson                   | 04:28    |  |
| 8.  | «Berdiri» ("The Stand")                              | Gianni Messah                   | 06:44    |  |
| 9.  | «Kaulah Tuhan» ("This Is Our God")                   | Alvi Radjagukguk                | 05:04    |  |
| 10. | «Bagaikan Dupa» ("Like Incense (Sometimes By Step)") | Ribka Wijaya                    | 06:40    |  |
| 11. | «Kasih AbadiMu» ("Unending Love")                    | Billy Simpson, Ribka Wijaya     | 05:09    |  |
| 12. | «Sanggup S'lamatkan» ("Mighty To Save")              | Alvi Radjagukguk                | 03:52    |  |
| 13. | «Dengan-Mu Tuhan» (from Glory to Glory)              | Sidney Mohede, Sari Simorangkir | 04:38    |  |
| 14. | «Tiada Ternilai» (from Glory to Glory)               | Sidney Mohede, Sari Simorangkir | 06:14    |  |
| 15. | «Jadi Seperti-Mu» (from God Is Our Victory)          | Sidney Mohede, Sari Simorangkir | 06:08    |  |

### Global Project Português
Global Project Português es la versión en portugués brasileño grabada con Diante do Trono lanzada en CanZion Brasil.
| N.º | Título                                                         | Worship leader                                         | Duración |  |
| 1.  | «Tudo Por Ti» ("Go")                                           | Israel Salazar                                         | 04:14    |  |
| 2.  | «Nosso Deus é Poderoso» ("God Is Able")                        | Guilherme Fares                                        | 04:16    |  |
| 3.  | «Hosana» ("Hosanna")                                           | Ana Paula Valadão, Mariana Valadão and Felippe Valadão | 06:05    |  |
| 4.  | «Vivo Em Nós» ("Alive In Us")                                  | Ana Nóbrega                                            | 04:12    |  |
| 5.  | «És Mais Forte» ("Stronger")                                   | Amanda Cariús and Tião Batista                         | 04:21    |  |
| 6.  | «Pra Sempre Reinarás» ("Forever Reign")                        | André Valadão                                          | 03:28    |  |
| 7.  | «Tu És» ("You")                                                | Dave Ware                                              | 04:26    |  |
| 8.  | «Me Rendo» ("The Stand")                                       | Ana Paula Valadão                                      | 06:11    |  |
| 9.  | «Aleluia» ("Hallelujah")                                       | Ana Paula Valadão                                      | 05:46    |  |
| 10. | «Como Incenso / Passo-a-Passo» ("Like Incense / Step by Step") | Ana Nóbrega                                            | 07:38    |  |
| 11. | «Este é o Nosso Deus» ("This Is Our God")                      | Rodrigo Campos                                         | 05:30    |  |
| 12. | «Eterno Amor» ("Uneding Love")                                 | Ana Paula Valadão and Israel Salazar                   | 05:33    |  |
| 13. | «Poder Pra Salvar» ("Mighty to Save")                          | André Valadão                                          | 05:13    |  |
| 14. | «Meu Coração» (from Sol da Justiça)                            | Ana Paula Valadão                                      | 05:20    |  |
| 15. | «A Ti a Honra» (from Sol da Justiça)                           | Amanda Cariús, Marine Friesen and Letícia Brandão      | 06:35    |  |

### Global Project Svenska
Global Project Svenska es la versión en sueco grabada por Hillsong Church Stockholm.
| N.º | Título                                           | Duración |  |
| 1.  | «Vi ger vårt allt» ("Go")                        |          |  |
| 2.  | «För vår Gud är allting möjligt» ("God Is Able") |          |  |
| 3.  | «Hosianna» ("Hosanna")                           |          |  |
| 4.  | «Jag ger dig ära» ("I Will Exalt You")           |          |  |
| 5.  | «Du är vår Gud» ("This Is Our God")              |          |  |
| 6.  | «Regerar i ditt ljus» ("Forever Reign")          |          |  |
| 7.  | «Du» ("You")                                     |          |  |
| 8.  | «Jag står» ("The Stand")                         |          |  |
| 9.  | «Halleluja» ("Hallelujah")                       |          |  |
| 10. | «Kärlek som aldrig tar slut» ("Unending Love")   |          |  |
| 11. | «Kärlek stor» ("It's Your Love")                 |          |  |
| 12. | «Alla behöver kärlek» ("Mighty to Save")         |          |  |

### Global Project Русский
Global Project Русский es la versión en ruso registrada por Hillsong Church Kiev.
| N.º | Título                                      | Worship leader                | Duración |  |
| 1.  | «Мы всё отдаём» ("Go")                      | Roman Kasevich                | 04:17    |  |
| 2.  | «Всё может Бог наш» ('God Is Able")         | Roman Kasevich                | 04:17    |  |
| 3.  | «Осанна» ("Hosanna")                        | Vera Kasevich                 | 05:52    |  |
| 4.  | «Превознесу я» ("I Will Exalt You")         | Vera Kasevich                 | 04:38    |  |
| 5.  | «Ты блудных найдёшь» ("The Lost are Found") | Roman Kasevich                | 05:46    |  |
| 6.  | «Цари вовек» ("Forever Reign")              | Roman Kasevich                | 05:13    |  |
| 7.  | «Ты» ("You")                                | Roman Kasevich                | 04:28    |  |
| 8.  | «Стою» ("The Stand")                        | Roman Kasevich                | 06:34    |  |
| 9.  | «Таков Бог наш» ("This Is Our God")         | Vera Kasevich                 | 05:42    |  |
| 10. | «B вечной любви» ("Unending Love")          | Roman Kasevich, Vera Kasevich | 06:13    |  |
| 11. | «Ты сильнее» ("Stronger")                   | Roman Kasevich                | 04:22    |  |
| 12. | «Силён спасти» ("Mighty to Save")           | Roman Kasevich                | 05:00    |  |
| 13. | «Алтарь» (from "Алтарь")                    | Vera Kasevich                 | 04:25    |  |
| 14. | «Бог всей земли» (from "Это наш царь")      | Roman Kasevich                | 05:46    |  |
| 15. | «Это наш царь» (from "Это наш царь")        | Roman Kasevich                | 06:52    |  |

### Global Project 華語
Global Project 華語es la versión en mandarín registrada con New Creation Church Singapore.{{track listing
| extra1 = Sean Goh
| extra2 = Sean Goh
| extra3 = Esther Volstad
| extra4 = Angie Lesmana
| extra5 = Louis Teng
| extra6 = Teng
| extra7 = Daniel Chong
| extra8 = Goh
| extra9 = Chong
| extra10 = Adeline Gan
| extra11 = Gan, Chong
| extra12 = Goh
| extra13 = Gan
| extra14 = Gan
| extra15 = Gan
| writer10 = Morgan, Ingram
| note10 = "Alive In Us"
| length10 = 04:27
| title10 = 活在我們裡面
| title11 = 無盡的愛
| note11 = "Unending Love"
| length9 = 05:37
| writer11 = Knock, Jill McCloghry
| length11 = 06:09
| extra_column = Worship leader
| title12 = 大能拯救
| note12 = "Mighty To Save"
| writer12 = Morgan, Fielding
| writer9 = Morgan
| title13 = 祢施恩
| note13 = "I See Grace"
| writer13 = Karen Lim
| length13 = 06:26
| title14 = 主愛拯救了我
| note14 = "Love Rescued Me"
| writer14 = Lim
| length14 = 06:32
| title15 = 愛何等奇妙
| note15 = "Love So Amazing"
| writer15 = Lim
| length12 = 05:03
| writer8 = Fielding, Sam Knock
| note9 = "This Is Our God"
| length4 = 04:38
| note1 = "Go"
| writer1 = Matt Crocker
| length1 = 04:19
| title2 = 神有大能
| note2 = "God Is Able"
| writer2 = Reuben Morgan, Ben Fielding
| length2 = 04:15
| title3 = 和散那
| note3 = "Hosanna"
| writer3 = Brooke Fraser
| length3 = 05:50
| title4 = 我要尊崇祢
| note4 = "I Will Exalt You"
| writer4 = Fraser
| title5 = 永遠掌權
| title9 = 我們的神
| note7 = "You"
| length8 = 05:50
| title1 = 行祢旨意
| note8 = "The Lost Are Found"
| title8 = 浪子回頭
| length7 = 04:31
| writer7 = Joel Houston
| title7 = 祢
| note5 = "Forever Reign"
| length6 = 04:21
| writer6 = Morgan, Fielding
| note6 = "Stronger"
| title6 = 更堅固
| length5 = 05:33
| writer5 = Morgan, Jason Ingram
| length15 = 04:40

### Global Project 한국어
Global Project 한국어 es la versión en coreano registrada por Campus Worship (예수 전도단).
| N.º | Título                                                      | Duración |  |
| 1.  | «주님 안에 자유있네» ("Go")                                 |          |  |
| 2.  | «능력의 주» ("God Is Able")                                 |          |  |
| 3.  | «호산나» ("Hosanna")                                        |          |  |
| 4.  | «크신 사랑 온 땅 찬양해» ("Alive in Us")                    |          |  |
| 5.  | «강하신 주» ("Stronger")                                    |          |  |
| 6.  | «영원히 다스리네» ("Forever Reign")                         |          |  |
| 7.  | «오직 주» ("You")                                           |          |  |
| 8.  | «태초부터 계신 주» ("The Stand")                            |          |  |
| 9.  | «주 하나님» ("This is Our God")                             |          |  |
| 10. | «향기로운 기도 들으소서» ("Like Incense/Sometimes By Step") |          |  |
| 11. | «변함없는 사랑» ("Unending Love")                           |          |  |
| 12. | «내 주는 구원의 주» ("Mighty to Save")                      |          |  |
| 13. | «예수는 내 삶의 모든 것» ("Jesus You Are Everything To Me") |          |  |
| 14. | «내 영혼에 빛» ("Light in My Soul")                         |          |  |
| 15. | «우리 주 하나님» ("Our Lord, God")                          |          |  |

## Premios y nominaciones
La versión en español de este proyecto fue premiada como "Álbum español del año" en los premios GMA Dove. En los Premios Arpa de 2013, sería nominado en tres categorías y en Premios AMCL, cinco entregas serían nominadas: la edición en español como "Álbum del año" y las ediciones en francés, alemán, mandarín y coreano como "Álbum en lengua extranjera del año".